# Domenico Antonio Grillo
Domenico Antonio Grillo (Sant'Agata del Bianco, 1801 – Bovalino, 30 agosto 1881) è stato un nobile, patriota, politico ed intellettuale italiano.

## Biografia

### Nascita e formazione
Domenico Antonio Grillo nacque nel 1801 a Sant'Agata del Bianco da nobile famiglia: il padre era il dottor Gennaro Grillo, la cui famiglia, di origine genovese, si era trasferita all'inizio del XVI secolo ad Oppido Mamertina, ottenendo i feudi di Careri e di Calimera e ramificandosi anche in altri paesi, come Ciminà, Sant'Agata del Bianco, Bovalino, Monteleone (odierna Vibo Valentia), Melicuccà e Stilo; la madre Maria Paola, invece, apparteneva alla famiglia dei baroni Mesiti-Franzè.
Passò l'infanzia e la giovinezza a Bovalino, dove il padre Gennaro, che vi aveva fatto costruire un palazzo a tre piani di cui restano oggi solo i ruderi, ricoprì la carica di sindaco per tre mandati consecutivi dal 1819 al 1821 (in epoca borbonica il mandato era annuale). Fin da giovane Domenico Antonio mostrò notevoli capacità ed ingegno acuto, studiando sia le materie letterarie che quelle scientifiche, tanto che, durante un soggiorno a Roma, si accattivò la simpatia del pontefice Leone XII, il quale, colpito dalle sue qualità, gli conferì il titolo di conte e l'insegna di cavaliere.

### Gli incarichi politici
Oltre agli studi letterari, il conte Domenico Antonio Grillo si interessò ben presto alla vita pubblica: fu infatti sindaco di Bovalino dall'11 maggio 1831 al 31 dicembre 1831, ricoprendo la medesima carica anche dal 22 novembre 1838 al 31 dicembre 1839; durante la sua prima sindacatura, a causa del decreto reale del 5 agosto 1831, dovette istituire il cordone sanitario nel paese per impedire la diffusione del colera. 
Inoltre, Grillo fu presidente della Congregazione di Carità, ente benefico destinato a soccorrere i mendicanti, oltre a presiedere la Commissione di Statistica, quella sulla Ricchezza mobile e sui fabbricati e i Comizi Elettorali provinciali: fu anche membro della Commissione sulle scuole, di quella della Sanità pubblica e di Sorveglianza dei prodotti. Altri suoi importanti incarichi furono quello di consigliere provinciale, di presidente del Consiglio agrario di Gerace, di ispettore degli scavi archeologici del circondario omonimo e di consigliere della Banche agricole di Napoli. Il conte gestì queste mansioni con tanta onestà, zelo ed intelligenza da meritarsi la generale ammirazione, tanto che fu iscritto alle più importanti realtà accademiche italiane, come l'Accademia di belle arti di Palermo, l'Accademia di belle arti di Urbino, l'Accademia Peloritana dei Pericolanti di Messina, l'Arcadia di Roma e l'Accademia dei Georgofili di Firenze. 
Nel 1837 Dominico Antonio Grillo si sposò a Martirano, presso Catanzaro, con la nobildonna Maria Serafina de Gatti Colonna dei principi di Viterbo: una donna colta, istruita e raffinata, che partorì sei figli, tutti morti in fasce, come scrive il pittore inglese Edward Lear nel suo diario di viaggio lungo la costa ionica calabrese, redatto nell'estate del 1847. Lo stesso Lear sarebbe stato ospite nel palazzo bovalinese del conte Grillo dal 9 al 10 agosto 1847: oltre a notare l'erudizione del nobiluomo e a descriverne il carattere allegro, loquace, vanesio e instancabile, tra le altre cose il viaggatore inglese riportò come Grillo, durante la cena, gli avesse fatto servire della neve con il vino dentro (una sorta di antenato del sorbetto).

### L'attività patriottica
Pur essendo ben posizionato all'interno della macchina amministrativa borbonica, il conte Grillo era un fervente patriota liberale: proprio in concomitanza con la visita di Lear in Calabria, Grillo ospitò in casa sua numerose riunioni insieme ad altri esponenti patriottici bovalinesi, come Francesco Calfapietra, suo padre Filippo e Gaetano Ruffo (del quale fu intimo amico), per preparare le insurrezioni popolari del settembre del 1847. In una di queste riunioni in casa Grillo, avvenuta il 5 aprile, Ruffo avrebbe inoltre declamato il sonetto Alla libertà, divenuto il suo lascito letterario più importante. 
La rivolta di Gerace del 1847, dopo un iniziale successo, fallì miseramente, a causa dello scarso seguito popolare e del repentino intervento militare borbonico: i promotori principali (Gaetano Ruffo, Domenico Salvadori, Rocco Verduci, Michele Bello e Pietro Mazzone) vennero processati e condannati a morte per fucilazione il 2 ottobre 1847 a Gerace. Lo stesso Grillo fu arrestato il 12 settembre a Ciminà ad opera di gente del luogo, capitanata da Giacomo Vitale, capo urbano di Cirella, che ricevette in premio sei ducati, e rinchiuso nelle carceri di Gerace, in attesa del processo. Durante la prigionia, il conte scrisse un memoriale, il cui manoscritto è oggi conservato nell'Archivio di Stato di Reggio Calabria, dove descrisse attentamente le varie fasi dei moti insurrezionali del 1847.

### Dopo l'Unità d'Italia
Destituito da tutti i suoi incarichi a causa della partecipazione all'insurrezione mazziniana, il conte Grillo visse appartato a Bovalino per alcuni anni, finché, il 9 agosto 1860, pochi giorni dopo lo sbarco di Giuseppe Garibaldi a Melito di Porto Salvo, venne posto dai garibaldini a capo dell'amministrazione comunale del paese, in virtù del suo passato da patriota liberale. Fu riconfermato nella carica anche dopo la proclamazione del Regno d'Italia il 17 marzo 1861, divenendo il primo sindaco "italiano" di Bovalino: in questa veste, nel 1862, fece allargare la strada comunale della Biviera, l'unica che collegava il borgo di Bovalino (corrispondente all'odierna frazione di Bovalino Superiore) alla marina del paese, che con il tempo assunse man mano sempre più importanza, a scapito del nucleo originario del centro abitato. 
Scaduto il mandato il 31 dicembre 1863, Domenico Antonio Grillo divenne nel 1868 presidente pro-tempore dell'amministrazione provinciale di Reggio Calabria; l'anno successivo propose il progetto, mai realizzato, di una ferrovia che collegasse Bovalino con Palmi attraverso il massiccio montuoso dell'Aspromonte. 
Morì infine nella sua casa di Bovalino Superiore il 30 agosto 1881.

## Opere
- Memorie storiche sugli avvenimenti politici avvenuti nel Distretto di Geraci nel settembre dell'anno 1847, a cura di Domenico Romeo, AGE, Ardore, 1999.
- Progetto di una rete ferroviaria nelle tre Calabrie, 1869.

### Fonti primarie
- Domenico Antonio Grillo, Memorie storiche sugli avvenimenti politici avvenuti nel Distretto di Geraci nel settembre dell'anno 1847, a cura di Domenico Romeo, AGE, Ardore, 1999.
- Edward Lear, Diario di un viaggio a piedi. Reggio Calabria e la sua Provincia (25 luglio-5 settembre 1847), Laruffa editore, Reggio Calabria, 2010.

### Fonti secondarie
- Antonio Ardore, Bovalino. Un borgo da salvare, AGE, Ardore, 2002.
- Vincenzo Cataldo, Cospirazioni, economia e società nel distretto di Gerace e in provincia di Calabria Ultra Prima dal 1847 all'Unità d'Italia, AGE, Ardore, 2000.
- Anna Lozza, I moti del '47 a Reggio e nella Locride, AGE, Ardore, 1992.